# Station Vertrijk
Station Vertrijk is een spoorwegstation langs spoorlijn 36 (Brussel - Luik) in Vertrijk, een deelgemeente van Boutersem.

## Treindienst
| Serie | Treinsoort       | Route | Bijzonderheden                                 |
| ----- | ---------------- | --- | ---------------------------------------------- |
| IC 29 | Intercity (NMBS) | [ De Panne – ] Gent-Sint-Pieters – Aalst – Brussel-Zuid – Brussels Airport-Zaventem – Leuven – Vertrijk – Landen | Rijdt in het weekend De Panne - Brussel-Noord. |
| S 9   | GEN (NMBS)       | Landen – Vertrijk – Leuven – Brussel-Schuman – Nijvel                                                            | Rijdt alleen op werkdagen.                     |

## Galerij

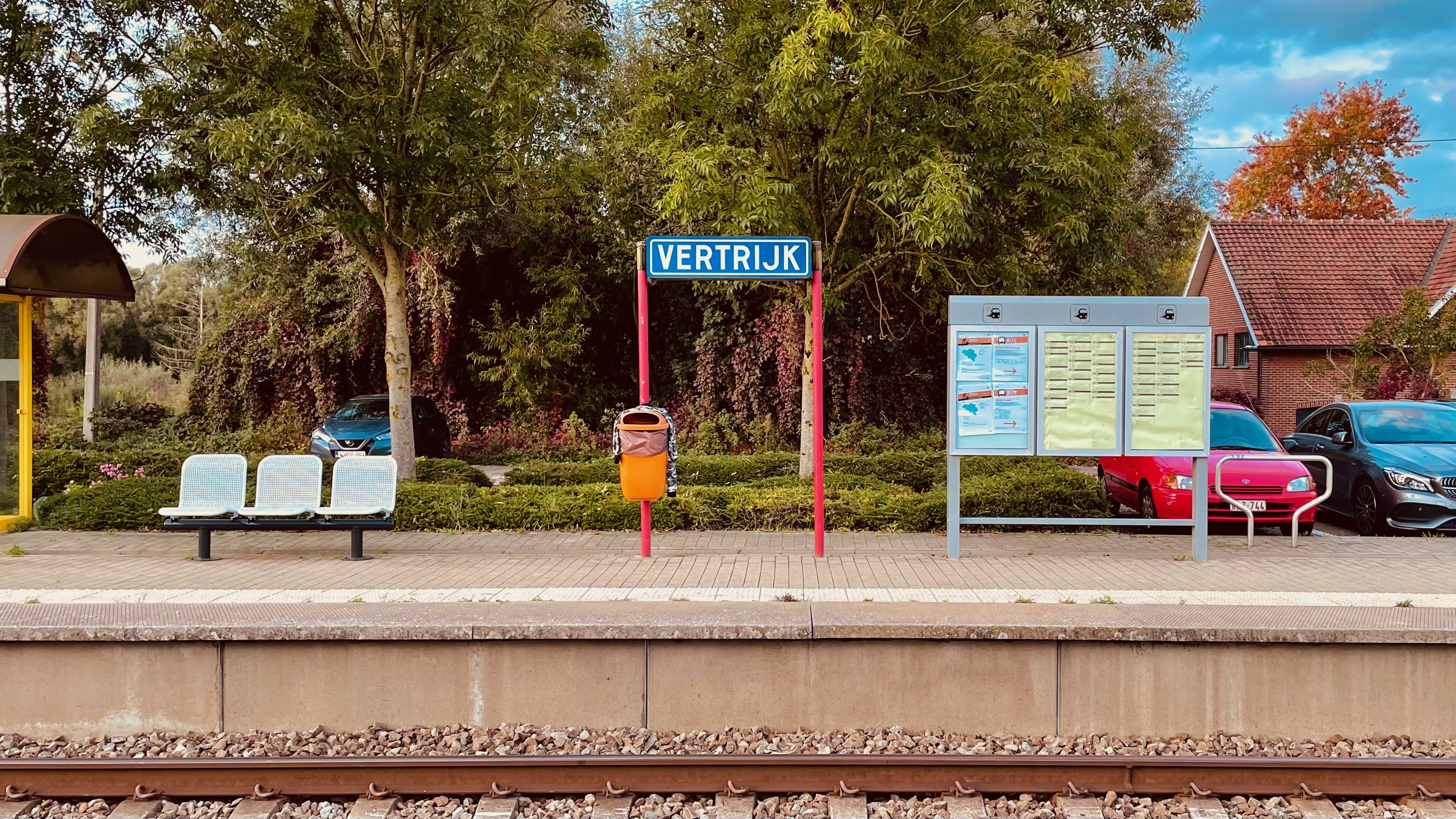
Plaatsnaambord
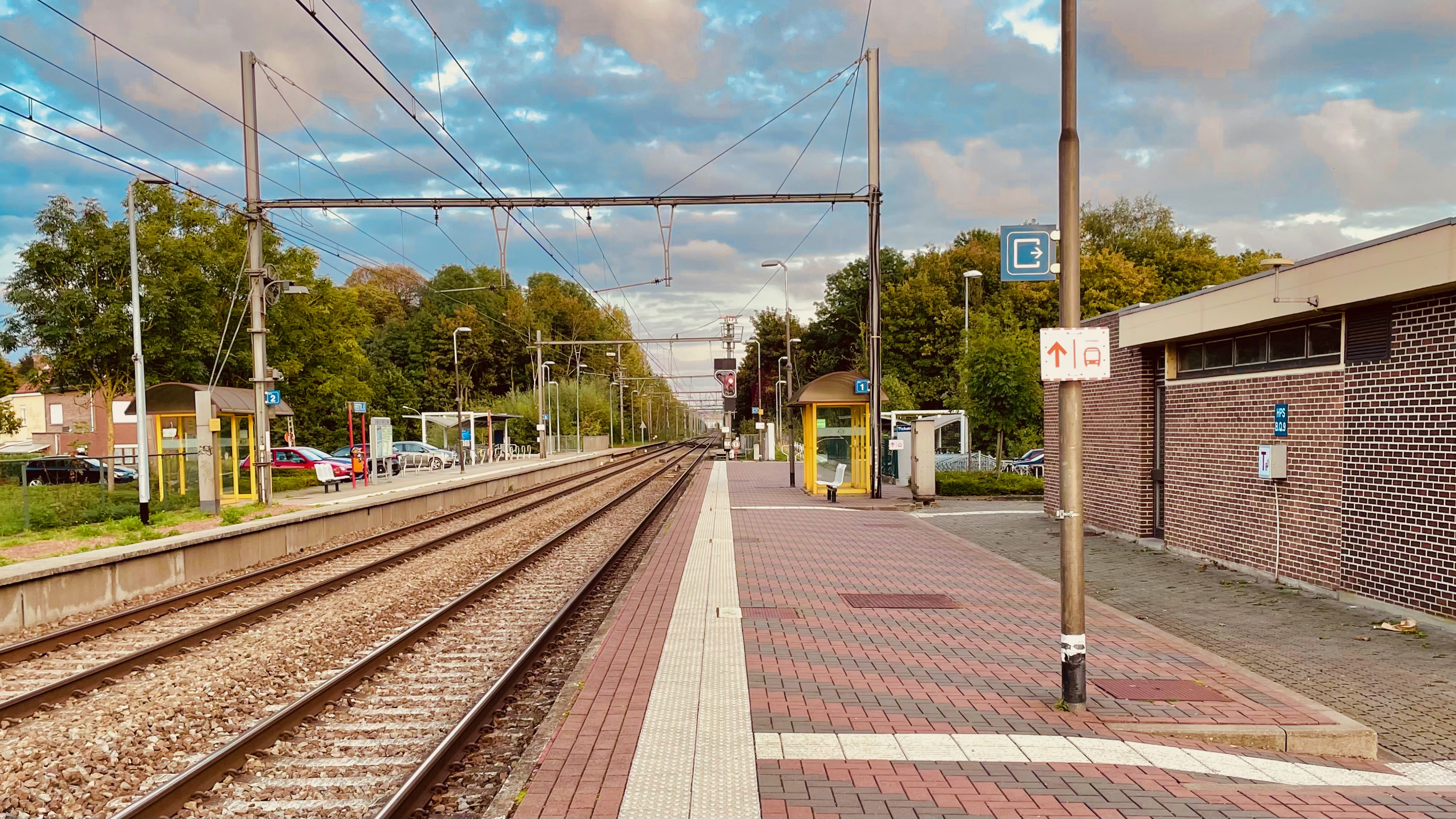
Zicht op het perron

## Reizigerstellingen
De grafiek en tabel geven het gemiddeld aantal instappende reizigers weer op een week-, zater- en zondag.
| Tabel: aantal instappende reizigers station Vertrijk | Tabel: aantal instappende reizigers station Vertrijk | Tabel: aantal instappende reizigers station Vertrijk | Tabel: aantal instappende reizigers station Vertrijk |
|                                                      | Weekdag                                              | Zaterdag                                             | Zondag                                               |
| ---------------------------------------------------- | ---------------------------------------------------- | ---------------------------------------------------- | ---------------------------------------------------- |
| 1977                                                 | 417                                                  | 29                                                   | 11                                                   |
| 1978                                                 | 464                                                  | 26                                                   | 15                                                   |
| 1979                                                 | 451                                                  | 43                                                   | 21                                                   |
| 1980                                                 | 434                                                  | 41                                                   | 23                                                   |
| 1981                                                 | 394                                                  | 33                                                   | 14                                                   |
| 1982                                                 | 402                                                  | 32                                                   | 30                                                   |
| 1983                                                 | 327                                                  | 22                                                   | 12                                                   |
| 1984                                                 | 329                                                  | 31                                                   | 22                                                   |
| 1985                                                 | 354                                                  | 26                                                   | 54                                                   |
| 1986                                                 | 309                                                  | 73                                                   | 46                                                   |
| 1987                                                 | 300                                                  | 56                                                   | 48                                                   |
| 1988                                                 | 362                                                  | 86                                                   | 61                                                   |
| 1989                                                 | 292                                                  | 69                                                   | 48                                                   |
| 1990                                                 | 245                                                  | 40                                                   | 28                                                   |
| 1991                                                 | 227                                                  | 47                                                   | 22                                                   |
| 1992                                                 | 236                                                  | 43                                                   | 30                                                   |
| 1993                                                 | 206                                                  | 43                                                   | 25                                                   |
| 1994                                                 | 242                                                  | 32                                                   | 15                                                   |
| 1995                                                 | 217                                                  | 55                                                   | 17                                                   |
| 1996                                                 | 258                                                  | 49                                                   | -                                                    |
| 1997                                                 | 237                                                  | 39                                                   | -                                                    |
| 1998                                                 | 233                                                  | 35                                                   | 16                                                   |
| 1999                                                 | 238                                                  | 43                                                   | 24                                                   |
| 2000                                                 | 224                                                  | 34                                                   | 32                                                   |
| 2001                                                 | 215                                                  | 51                                                   | 28                                                   |
| 2002                                                 | 210                                                  | 50                                                   | 53                                                   |
| 2003                                                 | 286                                                  | 51                                                   | 45                                                   |
| 2004                                                 | 197                                                  | 40                                                   | 55                                                   |
| 2005                                                 | 222                                                  | 26                                                   | 37                                                   |
| 2006                                                 | 242                                                  | 54                                                   | 32                                                   |
| 2007                                                 | 286                                                  | 32                                                   | 39                                                   |
| 2008                                                 | -                                                    | -                                                    | -                                                    |
| 2009                                                 | 335                                                  | 36                                                   | 40                                                   |
| 2010                                                 | -                                                    | -                                                    | -                                                    |
| 2011                                                 | -                                                    | -                                                    | -                                                    |
| 2012                                                 | 384                                                  | 52                                                   | 40                                                   |
| 2013                                                 | 360                                                  | 60                                                   | 60                                                   |
| 2014                                                 | 401                                                  | 50                                                   | 50                                                   |
| 2015                                                 | 428                                                  | 59                                                   | 81                                                   |
| 2016                                                 | 353                                                  | 51                                                   | 62                                                   |
| 2017                                                 | 494                                                  | 79                                                   | 58                                                   |
| 2018                                                 | 472                                                  | 119                                                  | 152                                                  |
| 2019                                                 | 496                                                  | 154                                                  | 139                                                  |
| 2020                                                 | 247                                                  | 134                                                  | 105                                                  |
| 2021                                                 | -                                                    | -                                                    | -                                                    |
| 2022                                                 | 377                                                  | 133                                                  | 117                                                  |
| 2023                                                 | 592                                                  | 151                                                  | 120                                                  |
| 2024                                                 | 624                                                  | 125                                                  | 136                                                  |

0,0: Brussel-Noord ·
2,4: Schaarbeek ·
5,5: Haren-Zuid ·
7,0: Diegem ·
9,4: Zaventem ·
12,0: Nossegem ·
14,7: Kortenberg ·
16,1: Zavelstraat ·
17,8: Erps-Kwerps ·
19,2: Beisem ·
21,1: Veltem ·
24:0: Herent ·
28,8: Leuven ·
34,1: Korbeek-Lo ·
36,1: Lovenjoel ·
40,0: Vertrijk ·
42,0: Roosbeek ·
44,3: Kumtich ·
47,4: Tienen ·
53,8: Ezemaal ·
57,0: Neerwinden ·
60,7: Landen ·
64,0: Gingelom ·
69,0: Jeuk-Rosoux ·
71,5: Corswarem ·
74,5: Waremme ·
77,2: Bleret ·
79,8: Remicourt ·
83,2: Momalle ·
85,4: Fexhe-le-Haut-Clocher ·
87,8: Voroux-Goreux ·
89,9: Bierset-Awans ·
93,4: Ans ·
94,7: Montegnée ·
97,0: Liège-Haut-Pré ·
99,9: Luik-Guillemins